# Musée Verlaine
Le musée Verlaine est l'ancienne auberge du Lion d'Or, connue également sous le nom de café Prévôt. Situé dans la commune de Juniville (Ardennes), il entretient le souvenir du poète et écrivain Paul Verlaine qui vécut en face de mars 1880 à janvier 1882, s'y rendait quotidiennement et y écrivit.
Lieu de mémoire, il répond à deux objectifs complémentaires : perpétuer le souvenir du poète maudit en sauvegardant une bâtisse ardennaise aux murs de torchis et de bois, ancien lieu de vie rurale et asile de voyageurs. La transformation du bâtiment en musée puis en espace culturel s'est faite par étapes, grâce à l'initiative de plusieurs passionnés et avec l'aide financière des collectivités territoriales.

## Histoire

### Paul Verlaine et l'auberge du Lion d'Or

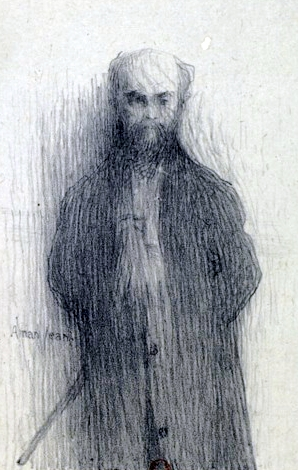
Paul Verlaine - Lithographie d'Edmond Aman-Jean.

Le 9 juillet 1873, à Bruxelles, Verlaine tire un coup de revolver sur Arthur Rimbaud au cours d'une dispute. Aussitôt arrêté et jugé, il est incarcéré durant 24 mois, à Bruxelles puis à Mons. C’est le temps de la conversion : coupé du monde, il se tourne vers Dieu.
À sa sortie de prison, transfiguré et mystique, il enseigne en Angleterre puis en France. C’est une pause dans sa vie d’errance. Dès la rentrée de 1877, il occupe un poste de répétiteur en littérature, histoire, géographie et anglais au collège Notre-Dame de Rethel, tenu par des Jésuites. Il se prend d'une vive affection pour l'un de ses élèves âgé de 17 ans, Lucien Létinois. La section Lucien Létinois du recueil Amour précise à maintes reprises le charme équivoque qu'exerce sur lui l'adolescent « fin comme une grande jeune fille / brillant, vif et fort, telle une aiguille, / la souplesse, l'élan d'une anguille »...  Il lui offre un exemplaire dédicacé de ses Romances sans paroles.
Mais en août 1878, le contrat de Verlaine n'est pas renouvelé au prétexte d'économies de gestion. En septembre, Paul et Lucien partent pour l'Angleterre, où ils enseignent dans des villes différentes. Verlaine rejoint Lucien à Londres. Deviennent-ils amants durant la nuit de Noël ? La pièce VIII (O l'odieuse obscurité) de la section Lucien Létinois du recueil Amour semble explicite. Certains biographes nient cette liaison charnelle. En tout état de cause, l'attachement de Paul Verlaine pour Lucien Létinois semble avoir été sincère et partagé. Verlaine reporte sur Lucien, dont il aime la douceur et admire la prestance, son amour paternel frustré. Lucien, plus docile et prévenant que Rimbaud, paraît avoir accepté de bonne grâce les sentiments protecteurs du poète.

 
Ils rentrent en France et s'installent à Coulommes. Verlaine y découvre la campagne ardennaise, le bon sens paysan, le rythme lent des journées et les horizons apaisants. L'idée lui vient alors d'acquérir une exploitation rurale et d'y vivre en poète et paysan : 

« Verlaine a l'Ardenne infuse. »

À Juniville, la ferme dite de la petite Paroisse  est à vendre. Verlaine l'achète avec l'argent de sa mère et la fait enregistrer au nom du père de Lucien (en plein divorce, il craint que sa femme fasse saisir la ferme). Les Létinois s'y installent en mars 1880. Verlaine loue une maison à 50 mètres de la ferme, face à l'auberge du Lion d'Or. Il se retire sur ses terres, ne communiquant pas son adresse et se prétendant aux Amériques. Comme bien des villageois, Verlaine et Lucien fréquentent l'auberge après la messe du dimanche. L'aubergiste Prévôt appelle Verlaine le professeur ou l'Anglais de Coulommes.
À l'automne 1880, Lucien Létinois part à Reims accomplir son service militaire. Il en reviendra un an plus tard. Verlaine se rend chaque jour à l'auberge pour y prendre ses repas, discuter et boire son absinthe. L'aubergiste lui réserve même une petite pièce attenante, où il s'isole pour écrire et dessiner. C'est pendant cette période que le poète termine son recueil Sagesse et écrit Jadis et Naguère. Il collabore également au journal Le Courrier des Ardennes, auquel il envoie quelques articles. Séparé de son ami, Verlaine succombe quelquefois au démon de la chair et se forge une réputation locale de buveur invétéré. Au retour de Lucien, la situation ne s'améliore pas. Mal gérée et menacée de saisie, l’exploitation est vendue à perte en janvier 1882. À la fin de l'année, Verlaine rentre à Paris. Lucien s'installe avec ses parents à Ivry-sur-Seine. Le 7 avril 1883, Lucien meurt subitement de la fièvre typhoïde à l'hôpital de la Pitié. Verlaine en conçoit une peine profonde. Profondément désespéré par la perte de son « fils adoptif », il lui consacre 25 poèmes à la fin du recueil Amour (1888).

### De l'auberge au lieu culturel

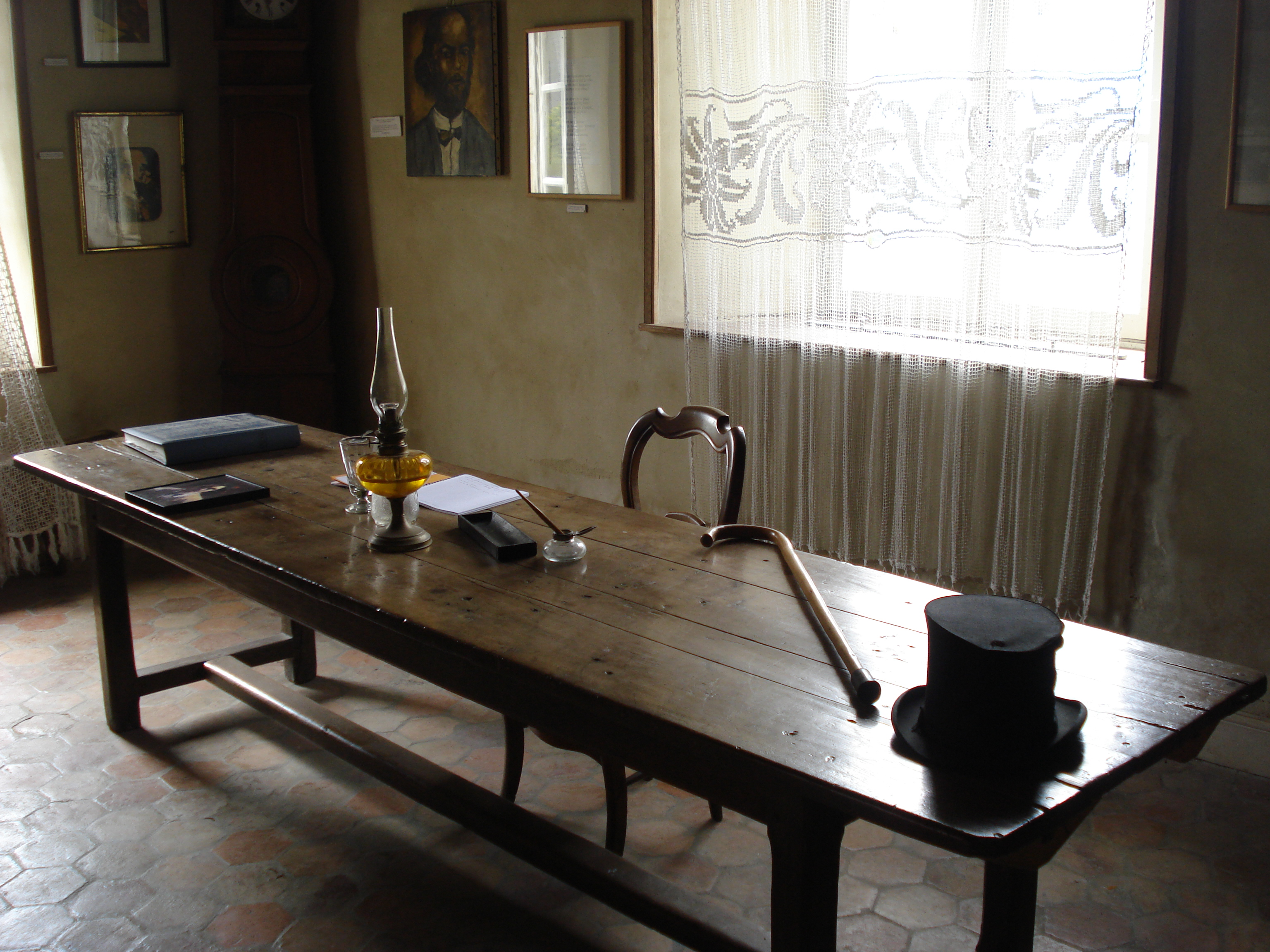
Le musée Verlaine. Vue intérieure.

Cette auberge est l'un des rares édifices qui ait échappé à la destruction de Juniville en 1940. Sur une initiative privée, elle est devenue un musée Verlaine.
En 1971, une éleveuse de volailles, Marcelle Ponsinet, achète l'auberge à la fille de son ancien propriétaire et entreprend de la restaurer. De condition modeste, elle ne possède que trois tabliers et deux jupons. Mais Paul Verlaine la fascine. Avisée, elle conserve à l'auberge son état d'origine et son mobilier. En 1994, pour le 150e anniversaire de la naissance du poète, le musée s'ouvre au public. En 1996, l'inauguration officielle marque le centenaire de sa mort. 
Après le décès de Marcelle Ponsinet, sa fille Marie-Josée Martellière poursuit l'entreprise. Mais elle ne peut gérer seule le musée et le met en vente. Exerçant son droit de préemption, la commune de Juniville l'acquiert grâce à l’aide de l'association L’Auberge de Verlaine présidée par Pierre Couranjou ,.
Le musée ferme début 2007 mais rouvre dès le mois de mai suivant grâce au soutien financier de la commune de Juniville, de l’office de tourisme du Pays Rethélois et de l’association L'Auberge de Verlaine. Un bistrot est recréé  mais des incertitudes subsistent quant à l'avenir. Un ancien batteur de rock et artisan, Marc Gaillot, découvre l'endroit par hasard,. Depuis, il en assume la fonction de guide passionné. 

En août 2008, après 8 ans d'une constante implication à la présidence de l'Association L'Auberge de Verlaine, Pierre Couranjou quitte ses fonctions, reprises par Claude Létinois. La communauté de communes s'investit à son tour dans le  soutien financier. Outre sa vocation de lieu de mémoire dédié à Paul Verlaine, le bâtiment devient un centre culturel. Dans le cadre des Verlainiennes sont organisées des animations et des expositions permanentes d'artistes contemporains. En février 2012, Claude Létinois quitte la présidence de l'association et transmet le relais à Laurie Rossignol. Dans cette petite commune rurale, le lieu continue de vivre. Conformément à la citation de Mallarmé qui préface l'ouvrage de Guy Goffette consacré à Verlaine : 

« Verlaine ? Il est caché parmi l'herbe, Verlaine. »

## Description

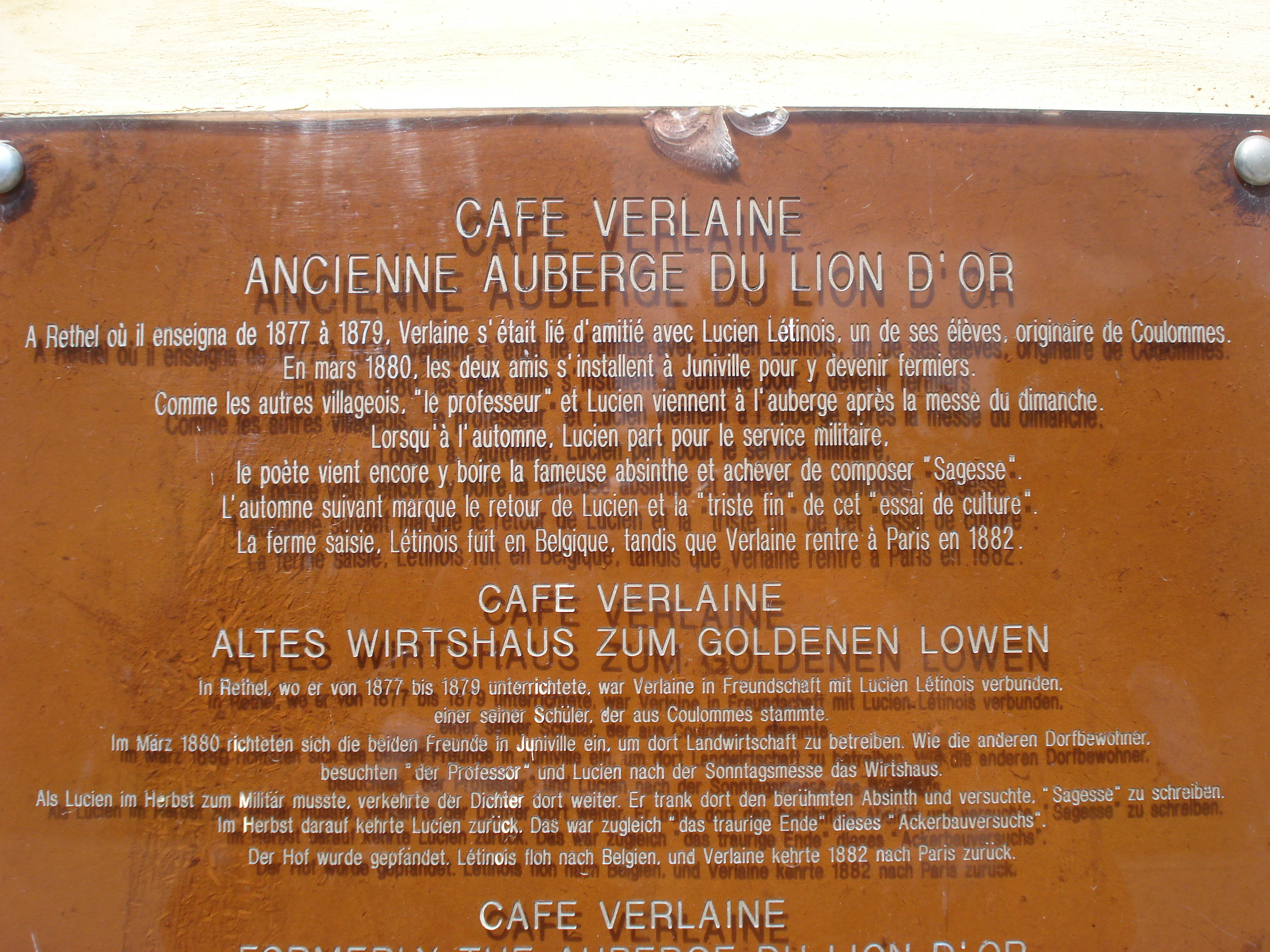
Le musée Verlaine. Plaque commémorative.

L'auberge a été maintenue dans son état d'origine, lorsqu'elle accueillait villageois et voyageurs de passage. Son mobilier a été conservé, enrichi d'objets de la fin du XIXe siècle. Le temps semble s'y être arrêté.
Le site s’étend sur 1 500 m2. Une riche collection iconographique, l'extrait d'un registre d'incarcération et une collection complète de ses œuvres (prose, poésie et correspondance) permettent au public de mieux connaître Paul Verlaine.
Agrémenté d'un ancien jardin de 1 000 m2, le lieu accueille des expositions et animations temporaires - les Verlainiennes, - et abrite un bistrot.